# Futebol do Maranhão
O Futebol do Maranhão é organizado pela Federação Maranhense de Futebol. A sua principal competição profissional é o Campeonato Maranhense.
Os clubes estaduais de futebol mais destacados são o Sampaio Corrêa, Moto, Maranhão e Imperatriz, sendo os três primeiros da capital São Luís e o outro do município de Imperatriz, clubes que habitualmente representam o Maranhão nas principais competições nacionais. Os quatro já conquistaram o Campeonato Maranhense 80 vezes das 104 edições realizadas, contabilizado 37, 26, 15 e 3 títulos para cada equipe, respectivamente.
O Sampaio Corrêa, único clube maranhense a conquistar títulos nacionais já sagrou-se campeão das séries B, C e D do Campeonato Brasileiro, o único clube brasileiro até 2024 a conquistar as três divisões de acesso, também detentor da maior torcida entre os clubes maranhenses.

## Estádios
O principal estádio de futebol no Maranhão é o Estádio Governador João Castelo, para mais de 40.000 espectadores. O Castelão, como é mais conhecido, foi inaugurado em 1º de Maio de 1982 e desde então é o palco para os principais jogos do Campeonato Maranhense e para as partidas dos clubes maranhense, especialmente os da capital, em competições regionais, nacionais e internacionais.